# The Nextmen
The Nextmen é um grupo de hip hop britânico. Uma de suas canções, "Amongst The Madness", do álbum Same as It Ever Was, figurou na trilha sonora de Tony Hawk's Pro Skater 3.

## Discografia

### Álbuns
- Amongst The Madness (2000, Scenario Records)
- Get Over It - (2003, Scenario Records)
- This Was Supposed To Be The Future (2007, Antidote Records)
- Join The Dots (2009, Universal)

### Singles
- "Slide Up" (1997, Scenario Records)
- "Break The Mould" (1999, Scenario Records)
- "Amongst The Madness" (2000, Scenario Records / 75Ark)
- "Buck Foolish" (2000, Scenario Records / 75Ark)
- "Turn It Up A Little" (2001, Scenario Records / 75Ark)
- "Turn It Up A Little - Remixes" (2001, Scenario Records / 75Ark)
- "I'll Try" (2002, Stonegroove Recordings)
- "The Next Trend / Liven It Up" (2002, Scenario Records)
- "Where You'll Find Me" (2002, Scenario Records)
- "Silent Weapon" (2003, Scenario Records)
- "High Score" (2003, Scenario Records)
- "Firewalking" (2003, Scenario Records)
- "Firewalking Remixes" (2003, Scenario Records)
- "90% Of Me Is You" (2004, Scenario Records)
- "Blood Fire / Piece Of The Pie" (2005, Antidote / Sanctuary Records)
- "Spin It Round" (2005, Custom / Fat City Recordings)
- "Knowledge Be Born" (2007)
- "Let It Roll" com Alice Russell (2007, Antidote / Sanctuary)
- "Something Got You" com Zarif (2007, Antidote / Sanctuary)
- "The Lions Den" com Ms. Dynamite and Andy Cato (2009, Sanctuary / Universal)